# Radu Paraschivescu
Radu Paraschivescu (n. 14 august 1960, București) este un prozator, traducător, jurnalist și redactor de carte român.

## Biografie
A absolvit cursurile Facultății de Filologie din București, secția engleză-franceză și, apoi, a lucrat ca profesor de limba engleză, bibliotecar și documentarist. 
În anul 1993 s-a angajat redactor de carte la Editura Olimp, după un an la Elit, iar după un altul la RAO. În anul 2003 s-a angajat editor la Humanitas.
Din noiembrie 2008, Radu Paraschivescu vorbește la "RFI România" în cadrul emisiunii «După vorbă, după sport» despre sport, dincolo de imediat.
Din 2014 până in 2019, Radu Paraschivescu a prezentat două emisiuni la postul de televiziune "Digi 24": Dă-te la o carte și Pastila de limbă.

## Lucrări publicate
Este traducător și coautor a două lucrări de referință din literatura sportivă (Enciclopedia Larousse a fotbalului și Jocurile Olimpice de la Atena la Atena: 1896-2004). A tradus aproape șaizeci de cărți din autori britanici, americani, canadieni și francezi (Salman Rushdie, Julian Barnes, John Steinbeck, William Golding, William Burroughs, Kazuo Ishiguro, David Foster Wallace, James Joyce, George Saunders, James Salter, James R. Wallen, Jonathan Coe, David Lodge, Virginia Woolf, François Mauriac, Scott Turow, John Grisham, Des MacHale, Nick Hornby etc.).
A colaborat la "ProSport" și "Observator cultural". În prezent, deține câte o rubrică la: "Idei în dialog", "Cuvântul", "Evenimentul Zilei" și "Gazeta Sporturilor". Publică ocazional în "România literară", "Lettre Internationale", "Dilema Veche", "Orizont", "Tomis", "Banatul" etc.
Acesta debutează cu două romane (Efemeriada, Balul fantomelor), un volum de povestiri despre București (Bazar bizar) și unul de eseuri despre necinstea în sport (Fanionul roșu - 2005), pentru care primește „premiul național Ioan Chirilă” pentru cea mai bună carte de sport a anului. Își face apariția în 2011 și Toamna decanei. Convorbiri cu Antoaneta Ralian, iar în 2012 publică cel mai nou roman al său: Astăzi este mâinele de care te-ai temut ieri. Publică în 2013 Maimuța carpatină.
A publicat următoarele cărți:
- Efemeriada - 2000
- Balul fantomelor - 2000, reedit. la Humanitas, 2009
- Bazar bizar - 2004, reedit. la Humanitas, 2007
- Fanionul roșu. Campioni de vis, gesturi de coșmar - 2005, premiul Ioan Chirilă pentru Cea mai bună carte de sport
- Fie-ne tranziția ușoară. Mici rostiri cu tâlc - 2006[14]
- Ghidul nesimțitului - 2006[15][16]
- Mi-e rău la cap, mă doare mintea. Noi perle de tranziție - 2007[17][18]
- Cu inima smulsă din piept - 2008[19]
- Dintre sute de clișee. Așchii dintr-o limbă tare - 2009[20]
- Fluturele negru - 2010[21][22]
- Toamna decanei: convorbiri cu Antoaneta Ralian -  Radu Paraschivescu, București, Editura Humanitas, 2011
- Astăzi este mâinele de care te-ai temut ieri, Editura Humanitas, 2012
- Maimuța carpatină, Editura Humanitas, 2013
- Muște pe parbrizul vieții. Nou catalog de perle, Editura Humanitas, 2014
- România în 7 gesturi, Editura Humanitas, 2015
- Noi vorbim, nu gândim. Nouă colecție de perle românești, Editura Humanitas, 2015
- Cum gândesc politicienii (Cum? Gândesc politicienii?). Catalog de perle, Editura Humanitas, 2016
- Aștept să crăpi (de astăzi, în prime-time), Editura Humanitas, 2016
- Cartea râsului și a cercetării, Editura Humanitas, 2017
- Ce se întâmplă cu creierul dacă înveți cuvinte noi în timp ce faci sex, Editura Humanitas, 2017
- Două mături stau de vorbă. Scene românești, Editura Humanitas, 2018
- Orice om îi este teama. Un partid, doi ani și trei premieri, Editura Humanitas, 2018
- În lume nu-s mai multe Românii (planetei noastre asta i-ar lipsi), Editura Humanitas, 2019
- Omul care mută norii, Editura Humanitas, 2019
- Recviem vesel pentru tata, Editura Humanitas, 2020, ISBN 978-973-50-6834-9
- Vitrina cu șarlatani, Editura Humanitas, 2020
- Acul de aur și ochii Glorianei, Editura Humanitas, 2021
- Noi suntem români (nimeni nu-i perfect), Editura Humanitas, 2022
- Cartea râsului și a cercetării, Ce se întâmplă cu creierul dacă înveți cuvinte noi în timp ce faci sex, Ed. Humanitas, 2022, ISBN 978-973-50-7528-6
- Podul diavolului, Editura Humanitas, 2022
- Garoafe la bordel, Editura Humanitas, 2023
- Libertatea de depresie: (învăluiri și dezvăluiri de pe la noi), Editura Humanitas, 2024, ISBN 978-973-50-8460-8
- Brățară pe glezna ta: roman, Ed. Humanitas, 2024, ISBN 978-973-50-8660-2
- În virtutea inepției - Nouă antologie de perle, Editura Humanitas, 2025

## Volume coordonate de Radu Paraschivescu
- Ce vrăji a mai făcut pisica mea, Povești care torc, miaună și cer să fie alintate, Editura Humanitas, 2024, Ana Blandiana, Lidia Bodea, Gigi Căciuleanu, Marius Chivu, Denisa Comănescu, Cătălina Dumitrescu, Mihai Frățilă, Simona Kessler, Gabriel Liiceanu, Dan C. Mihăilescu, Germina Nagâț, Radu Paraschivescu, Alina Pavelescu, Tania, Radu, Vlad Stroescu

## Volume colective
- Cartea cu bunici, coord. de Marius Chivu, Ed. Humanitas, 2007
- Povești de dragoste la prima vedere, Ed. Humanitas, 2008
- Despre Noica. Noica inedit (Centenar Constantin Noica – 1909/2009), Ed. Humanitas, 2008
- Răcani, pifani și veterani. Cum ne-am petrecut armata, coord. de Radu Paraschivescu, Ed. Humanitas, 2008
- Iubire 13 / Love 13, coord. de Marius Chivu, Ed. Art, 2010
- Ce poți face cu două cuvinte, coord. de Liviu Papadima, Ed. Art, 2012
- Intelectuali la cratiță. Amintiri culinare și 50 de rețete, Ed. Humanitas, 2012
- Căutători de povești (o călătorie prin bibliotecile de astăzi), Ed. Humanitas, 2012
- De la Waters la Similea. Oamenii cool scriu despre muzica lor, coord. de Radu Paraschivescu, Ed. Humanitas, 2013
- Casele vieților noastre, Ed. Humanitas, 2014
- Ferestre din București și poveștile lor, coord. de Cătălin D. Constantin, Editura Peter Pan, 2015
- Cartea simțurilor, coord. de Dan C. Mihăilescu, Ed. Humanitas, 2015
- Și eu am trăit în comunism, coord. de Ioana Pârvulescu, Ed. Humanitas, 2015
- Uite cine vorbește, coord. de Florentina Sâmihăian, Liviu Papadima, Editura Arthur; 2016
- Bucureștiul meu, Ed. Humanitas, 2016
- Scriitori la poliție, coord. de Robert Șerban, Editura Polirom, 2016, Scriitori la poliție, coord. de Robert Șerban, Editura Polirom, 2016, de Lavinia Braniște, Florin Lăzărescu, Adrian G. Romilă, Simona Tache, Nora Iuga, Moni Stănilă, Radu Paraschivescu, Ruxandra Cesereanu, Sorin Gherguț, Ioan Groșan, Florin Iaru, Viorel Marineasa, Ioan T. Morar, Radu Sergiu Ruba, Doina Ruști, Ștefan Manasia, Bogdan Munteanu, Ioana Nicolaie, Veronica D. Niculescu, Bogdan O Popescu, Daniela Rațiu, Ana Maria Sandu, Pavel Șușară, Marcel Tolcea, Mihail Vaculovski, Lavinia Bălulescu, Andrei Crăciun, Alexandru Potcoavă, Peter Demeny, V. Leac, Simona Sora, Radu Vancu.
- Cum să fii fericit în România, coord. de  Oana Bârna, Editura Humanitas, 2017, ISBN 978-973-50-5887-6, Gabriel Liiceanu, Ioana Pârvulescu, Radu Paraschivescu, Tatiana Niculescu, Anamaria Smigelschi, Andrei Pleșu, Adriana Bittel, Dan Tăpălagă, Jean A. Harris, Vlad Zografi, Clotilde Armand, Ariana Rosser Macarie, Andreea Răsuceanu, Andrei Cornea, Monica Pillat, Mihaela Coman, Horia-Roman Patapievici
- Scrisori pentru cititorii din 2125: un epistolar pe mai multe voci coordonat de IOANA PÂRVULESCU, prefață de Andrei Pleșu, Editura Humanitas, 2025, ISBN 978-973-50-8769-2
- Cum a rămas România fără președinte: 7 răspunsuri posibile, Anne Applebaum - Dennis Deletant -Sabina Fati - Radu Paraschivescu - Cristian Preda (coord.) - Oliver Jens Schmitt - Ioan Stanomir, Scurt cuvânt înainte de Cristian Preda, Humanitas, 2025, ISBN 978-973-50-8765-4

## Traduceri în limba română
- Julian Barnes, O istorie a lumii în 10 1/2 capitole, Editura Nemira, 2011, ISBN 978-606-579-217-3
- William Golding, Împăratul muștelor, roman grafic, adaptare și ilustrații AIMEE DE JONGH, Humanitas Junior, 2024, ISBN 978-973-50-8580-3
- James Joyce, Pisica și diavolul, ilustrații de LELIS, Humanitas Junior, 2025, ISBN 978-973-50-8717-3
- Stephen Fry, Eroii, Muritori și monștri, căutări și aventuri, Editura TREI, 2020, ISBN 978-606-40-0828-2
- Stephen Fry, Troia, al treilea volum din seria Mythos, Editura TREI, 2021, ISBN 978-606-40-1026-1
- Stephen Fry, Odiseea, Editura TREI, 2025, ISBN 978-606-40-2619-4

## Distincții
În ianuarie 2020 a fost decorat cu Ordinul "Meritul Cultural" în grad de Cavaler, Categoria A - „Literatura”.